# Ekvation
Inom matematiken är uppställandet av en ekvation ett sätt att med symboler beskriva, att de kvantitativa värdena av två matematiska uttryck är lika. Uttrycken, som kallas led, skiljs åt med ett likhetstecken. Det som står till vänster kallas för vänsterledet och det som står till höger för högerledet.
Ekvationer kan användas för att beskriva kända förhållanden, till exempel fysikaliska eller ekonomiska sådana. Att lösa en ekvation är att bestämma de värden på ekvationens variabler för vilka ekvationen är uppfylld.
En annan typ av matematiskt påstående, är olikheten.

## Att lösa en ekvation
Då man talar om att lösa ekvationen {\displaystyle 2x+1=4}, menar man att man finner alla tänkbara tal
{\displaystyle x} som gör det möjligt att skriva talet fyra på formen
{\displaystyle 2x+1}. 

### Prövning eller gissning
Om man skall söka bland de naturliga talen 0, 1, 2, 3, ..., så finner man inte någon lösning. Det enklaste sättet att verifiera detta, är att pröva de olika talen 0, 1, 2,..., i tur och ordning och se om något av dem uppfyller ekvationen {\displaystyle 2x+1=4}. Man behöver inte pröva varje tal i denna uppräkneliga mängd, eftersom 
{\displaystyle 2\cdot 0+1=1,\quad 2\cdot 1+1=3,\quad 2\cdot 2+1=5;}
Ersätter man symbolen {\displaystyle x} med naturliga tal större än talet {\displaystyle 2}, blir talet {\displaystyle 2x+1} större än talet {\displaystyle 5}.

### Iterativ lösning
Genom systematisk successiv prövning är det ibland möjligt att få fram en lösning till ekvationen. Eftersom x = 1 gav ett för litet vänsterled och x = 2 gav ett för stort, är en rimlig gissning till nästa iteration att pröva med ett tal som ligger mellan 1 och 2. Detta kan fortgå ända tills rätt lösning har hittats eller en lösning som ligger tillräckligt nära har funnits.

### Identifiering
Genom att skriva om ekvationen kan vissa förhållanden identifieras. I exemplet kan talet 4 kan skrivas som: 
{\displaystyle 4=3+1.}
Detta innebär att vi har två sätt att skriva talet fyra: Dels som summan {\displaystyle 3+1} och dels som summan {\displaystyle 2x+1}. Talet 1 finns med i båda dessa uttryck. 
Det innebär att talen {\displaystyle 3} och {\displaystyle 2x} måste vara lika, det vill säga att vi har fått en ny ekvation: 
{\displaystyle 2x=3.}

### Balansering
Genom att behandla båda sidor av ekvationen på samma sätt, balansera ekvationen, kan man skapa nya, enklare ekvationer. Man kan alltid addera, subtrahera, multiplicera eller dividera tal eller uttryck på båda sidor, med bibehållen lösningsmängd, undantaget är multiplikation och division med 0.
Genom att multiplicera båda sidor med 1/2 fås:
{\displaystyle 1/2\cdot 2\cdot x=1/2\cdot 3}  eller
{\displaystyle 1\cdot x=x=3/2}.
Det gör att vi nu skrivit om ekvationen på ett sådant sätt att {\displaystyle x} måste vara lika med 3/2.
Mer kortfattat kan ovanstående ekvation lösas genom balansering på följande sätt:
{\displaystyle 2x+1=4\quad \Leftrightarrow \quad 2x+\underbrace {1+(-1)} _{=0}=4+(-1)\quad \Leftrightarrow \quad 2x=3\quad \Leftrightarrow \quad \underbrace {{\frac {1}{2}}\cdot 2} _{=1}\cdot x\cdot ={\frac {1}{2}}\cdot 3\quad \Leftrightarrow \quad x={\frac {3}{2}}.}

### Nollproduktsmetoden
Nollproduktsmetoden säger att en produkt av två eller fler tal eller uttryck är 0, om och endast om minst ett av talen eller uttrycken är lika med noll.
Använd det på följande ekvation:
{\displaystyle x^{2}=1} kan skrivas om som
{\displaystyle x^{2}-1=0} genom att dra bort 1 från båda sidor.
Med konjugatregeln kan vänsterledet skrivas om som
{\displaystyle x^{2}-1=(x+1)(x-1)}.
Det ger ekvationen:
{\displaystyle (x+1)(x-1)=0}
Eftersom högerledet på ekvationen är 0 måste antingen x+1 eller x-1 vara 0:
(x+1) = 0
x = -1
(x-1) = 0
x = 1
{\displaystyle x=\pm 1}

## Lösningsmängden
Mängden av alla x som är lösningar till en ekvation av en variabel med en okänd kallas för lösningsmängd. Ekvationer kan ha ingen, en eller flera lösningar. 

## Olika typer av ekvationer
Ekvationer förekommer i många former.
- Linjära ekvationer
- Andragradsekvationer
- Polynomekvationer
- Potensekvationer
- Exponentialekvationer
- Logaritmiska ekvationer
- Trigonometriska ekvationer

För var och en av dessa typer ekvationer är det vanligt att man söker en okänd som har en eller flera lösningar. För de enklaste varianterna finns goda lösningsalgoritmer. 
Det finns även möjlighet att lösa ekvationer med flera variabler.
- Diofantiska ekvationer för att finna heltalslösningar för en ekvation med två eller fler okända.
- Ekvationssystem är flera kopplade ekvationer för att mer än en okänd.
- Differentialekvationer har funktioner och funktionernas derivator som den okända varibeln.

Ovan är exempel på att söka ekvationer som kan skrivas på explicit form. Det går även att använda ekvationer som formler för att beskriva ett skeende eller geometrisk figur. Ett sådant är räta linjens ekvation.